# Yann Richter
 (avril 2023).
Si vous disposez d'ouvrages ou d'articles de référence ou si vous connaissez des sites web de qualité traitant du thème abordé ici, merci de compléter l'article en donnant les références utiles à sa vérifiabilité et en les liant à la section « Notes et références ».
Yann Richter est un homme politique suisse, né le 25 avril 1928 à Hauterive, décédé le 20 juillet 2008 à Neuchâtel.
Il fréquente le Gymnase littéraire à Neuchâtel, obtient la licence en droit de l'université de Neuchâtel, effectue des stages dans l'industrie minière de la Ruhr et à Londres. Il a notamment été directeur-adjoint de la Chambre suisse d’horlogerie, président du Laboratoire suisse de recherche horlogère et président de la Chambre neuchâteloise du commerce et de l’industrie
Il est président de la commune d'Hauterive de 1960 à 1969, il siège au Grand Conseil de 1961 à 1969, président du Parti radical neuchâtelois dès 1973, il est conseiller national de 1971 à 1979. Il est président de la Commission de vérification des pouvoirs de 1973 à 1975 puis de la Commission des finances de 1976 à 1978. Il préside le Parti radical-démocratique suisse, de 1978 à 1984. On prête à Yann Richter ce mot resté fameux en 1983, lorsque les radicaux avaient réussi à faire élire Otto Stich pour faire échouer l’élection de la socialiste Lilian Uchtenhagen, la première candidate au Conseil fédéral :  « on sait qui gouverne en Suisse ». Il a participé à l'assemblée générale de l'AIPLF (auj. Assemblée parlementaire de la Francophonie) à Paris en 1977.
Il fut candidat malheureux au Conseil d'État neuchâtelois en 1969.
Yann Richter a aussi été battu en 1979, lorsqu’il s'est porté candidat au Conseil des Etats. Ce sont le libéral Jean-François Aubert et le socialiste René Meylan qui avaient été élus.
Il fut également président de la Commission fédérale des affaires spatiales, président de la Société suisse de radiodiffusion (SSR idée suisse) de 1981 à 1992. Sur le plan local, il fut président de l'Académie Maximilien de Meuron (beaux-arts) à Neuchâtel et de la Société des Gorges de l'Areuse.
À l'armée, il fut colonel d'une brigade frontière.

## Sources
Annuaire des autorités fédérales, presse, Parlement fédéral.